# Гайворонський тепловозоремонтний завод

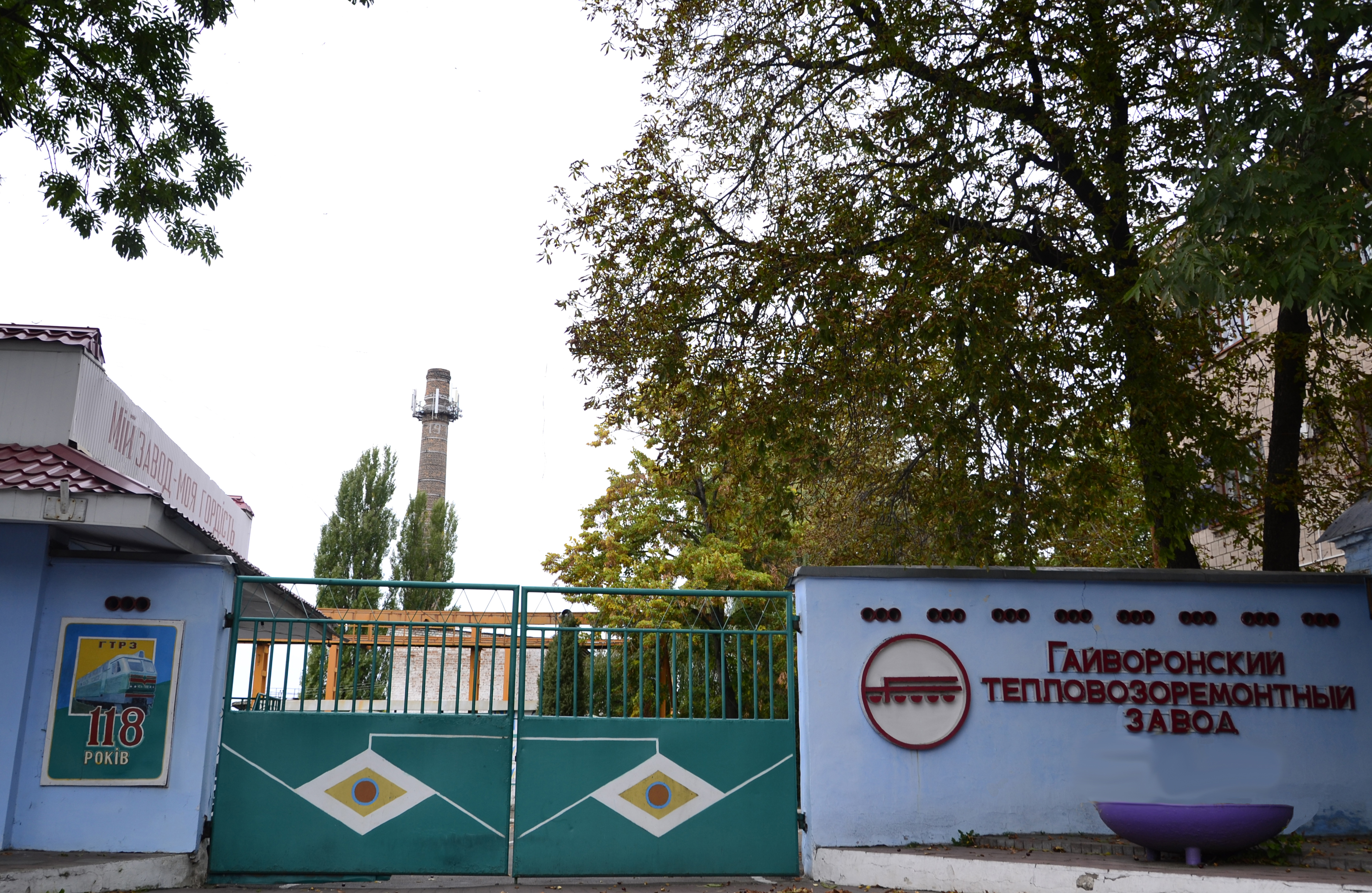
Проходна ПАТ «ГТРЗ»

ПрАТ «Гайворонський тепловозоремонтний завод» — промислове підприємство України, що спеціалізується на капітальному ремонті тепловозів, а також виробництві запасних частин тягового рухомого складу. Розташоване в місті Гайворон Кіровоградської області.

## Історія
Історія ПрАТ «Гайворонський тепловозоремонтний завод» починалася з майстерень по ремонту паровозів вузької (750 мм) колії, побудованих у 1897 році на з'єднанні всіх південних залізничних під'їзних шляхів Російським акціонерним товариством Царського будинку (Головні майстерні для ремонту рухомого складу). З 1898 року завод став функціювати як повноцінне підприємство.

Продукція ПрАТ «ГТРЗ»

У 1937 році Головні майстерні були перейменовані у Гайворонський паровозоремонтний завод — єдине в системі ЦТВР МШС СРСР підприємство, яке спеціалізувалося на ремонті паровозів вузької (750 мм) колії.
Під час Другої світової війни завод був евакуйований до міста Алатир Чуваської АРСР. Незабаром після звільнення Гайворона від нацистських окупантів до травня 1944 року було відремонтовано перший паровоз, а у 1947 році досягнуто довоєнний рівень виробництва.

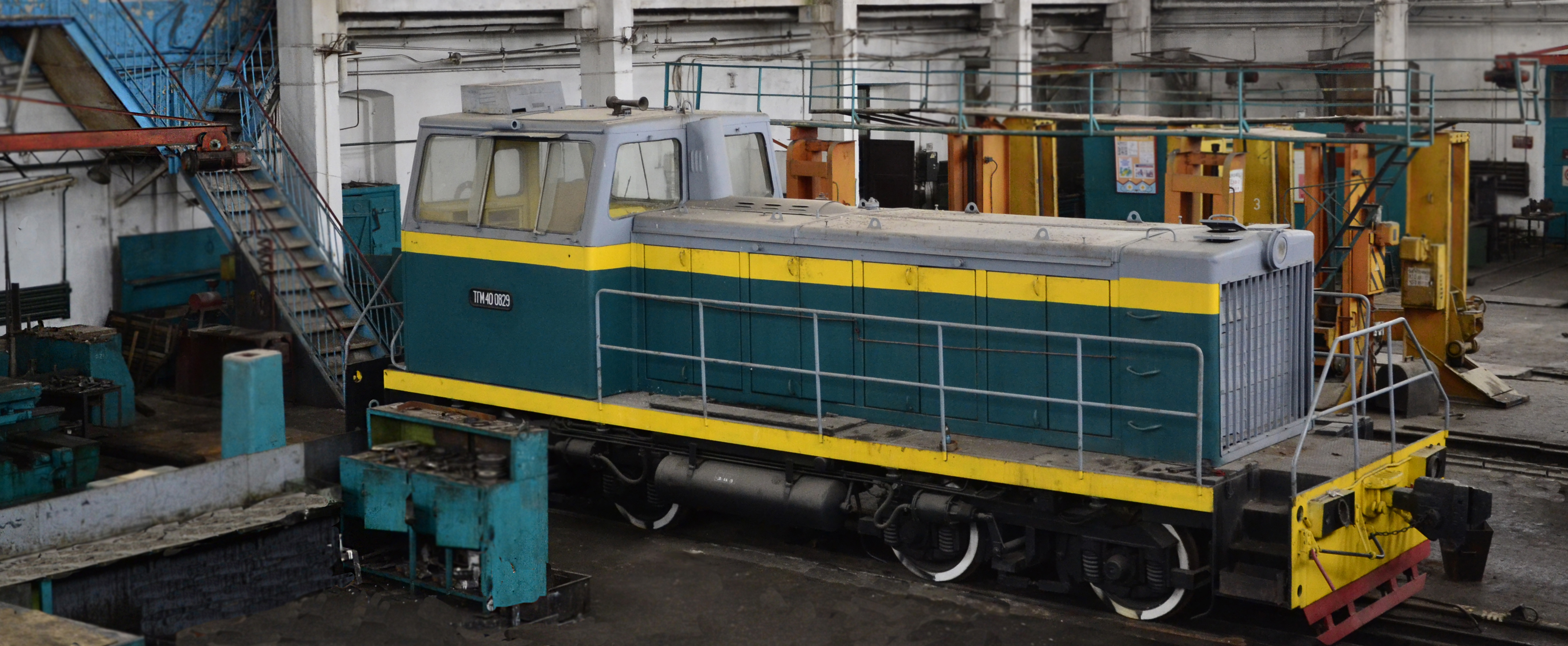
Ремонт тепловозів на ПрАТ «ГТРЗ»

У 1965 році завод досяг найкращих показників, відремонтувавши 392 паровоза.
У зв'язку з переходом на нові, прогресивніші види тяги — тепловозну і електровозну — підприємство освоїло ремонт тепловозів вузької колії ТУ-4 і ТУ-7, ТУ-2.
У квітні 1970 року підприємство було перейменовано в тепловозоремонтний завод.
Для поліпшення умов працівників заводу були побудовані новий побутовий корпус з роздягальнями та душовими, а також їдальня, магазин, заводоуправління.
Починаючи з 1997 року завод, після реконструкції під'їзних шляхів, тобто перешивки з вузької (750мм) на нормальну (1524мм) колію, розпочав освоєння капітального ремонту тепловозів ТГМ-23, ТГМ-40, ТГК-2 різних модифікацій, дрезин ДГКу, АГМу.
З серпня 2004 р. завод було реструктуризовано у відкрите акціонерне товариство «Гайворонський тепловозоремонтний завод» як підприємство державного сектора економіки.
З 2011 р. завод перейменували в Публічне акціонерне товариство «Гайворонський тепловозоремонтний завод».
У липні 2014 року Кабінет міністрів України затвердив рішення про продаж 100 % акцій заводу (що перебували у власності Фонду державного майна України), в вересні 2017 року завод був проданий, і новим власником підприємства стала компанія ТОВ «УКРСПЕЦХЕМ». У 2019 році форма власності підприємства була змінена на Приватне акціонерне товариство «Гайворонський тепловозоремонтний завод». 

## Продукція
Основними напрямами діяльності заводу є:
- Послуги з ремонту:
  - капітальний ремонт тепловозів ТУ2, ТУ4, ТУ7, ТГМ23В, ТГМ40, ТГК2, ДГКу і колісних пар до них.
  - ремонт дизелів Д6 і Д12
  - капітальний ремонт УГП-230, УГП-400, ГДП-1000, НМ612-22
- Виробництво:
  - теплообмінники водяні і водомасляні
  - охолоджувальні елементи
  - підігрівачі тепловозів
  - шестерні, муфти
  - запчастини до гідропередач УГП-320
  - амортизатори до тепловозів
  - запасні частини до тепловозів 2ТЕ10 в/і, ТЕП60, ТУ2, ТУ4, ТУ7 і ЕПС
  - втулки дизеля Д100
  - підшипники турбокомпресорів
  - поршні компресора КТ-6, ВВ 07/8
  - великі зубчасті колеса до тепловозів, а також вінці зубчастих коліс